# 645 до н. е.

## Події
- Після повторного вторгнення ассирійців під керівництвом царя Ашшурбаніпала, Сузи, столицю Еламу, розграбовано та зруйновано вщент.
- Близько цього року у міст Мегарі встановилася тиранія полководця Феагена.

### Астрономічні явища
- 4 лютого. Часткове сонячне затемнення.[1]
- 30 липня. Часткове сонячне затемнення.[1]
- 28 серпня. Часткове сонячне затемнення.[1]

## Померли
- Традиційна дата смерті Архілоха, давньогрецького поета.
- Можлива дата смерті Терпандра, давньогрецького поета.